# Önums landskommun
Önums landskommun var en tidigare kommun i dåvarande Skaraborgs län.

## Administrativ historik
Kommunen inrättades i Önums socken i Barne härad i Västergötland när 1862 års kommunalförordningar trädde i kraft. 
Vid kommunreformen 1952 uppgick landskommunen i Ryda landskommun som 1967 uppgick i Vara köping som 1971 ombildades till Vara kommun.

## Politik

### Mandatfördelning i Önums landskommun 1938-1946
| 4 | 9 | 7 |

| 20 |

| 20 |

| 20 |

| 2 | 18 |

| 20 |